# Pandino

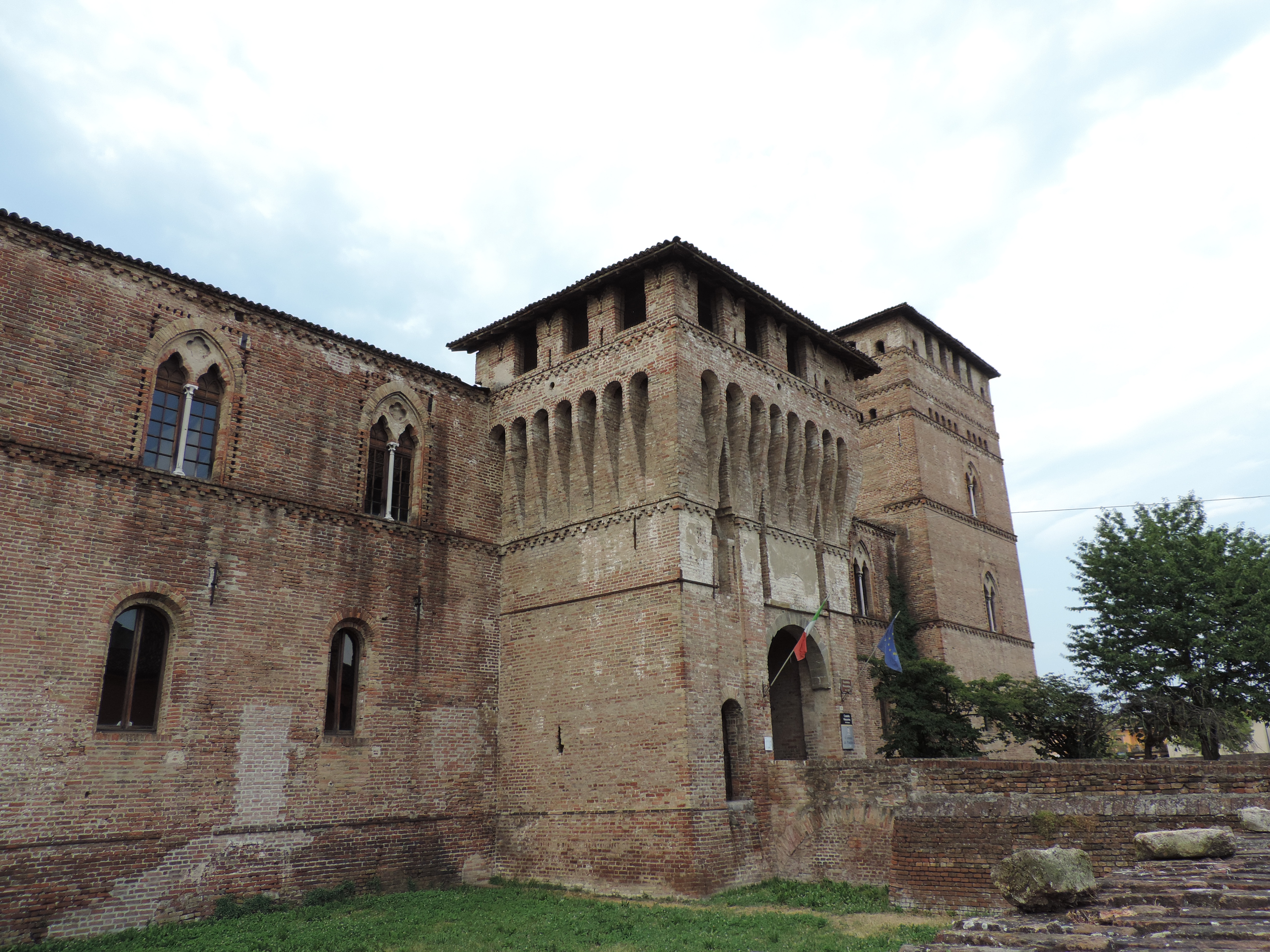

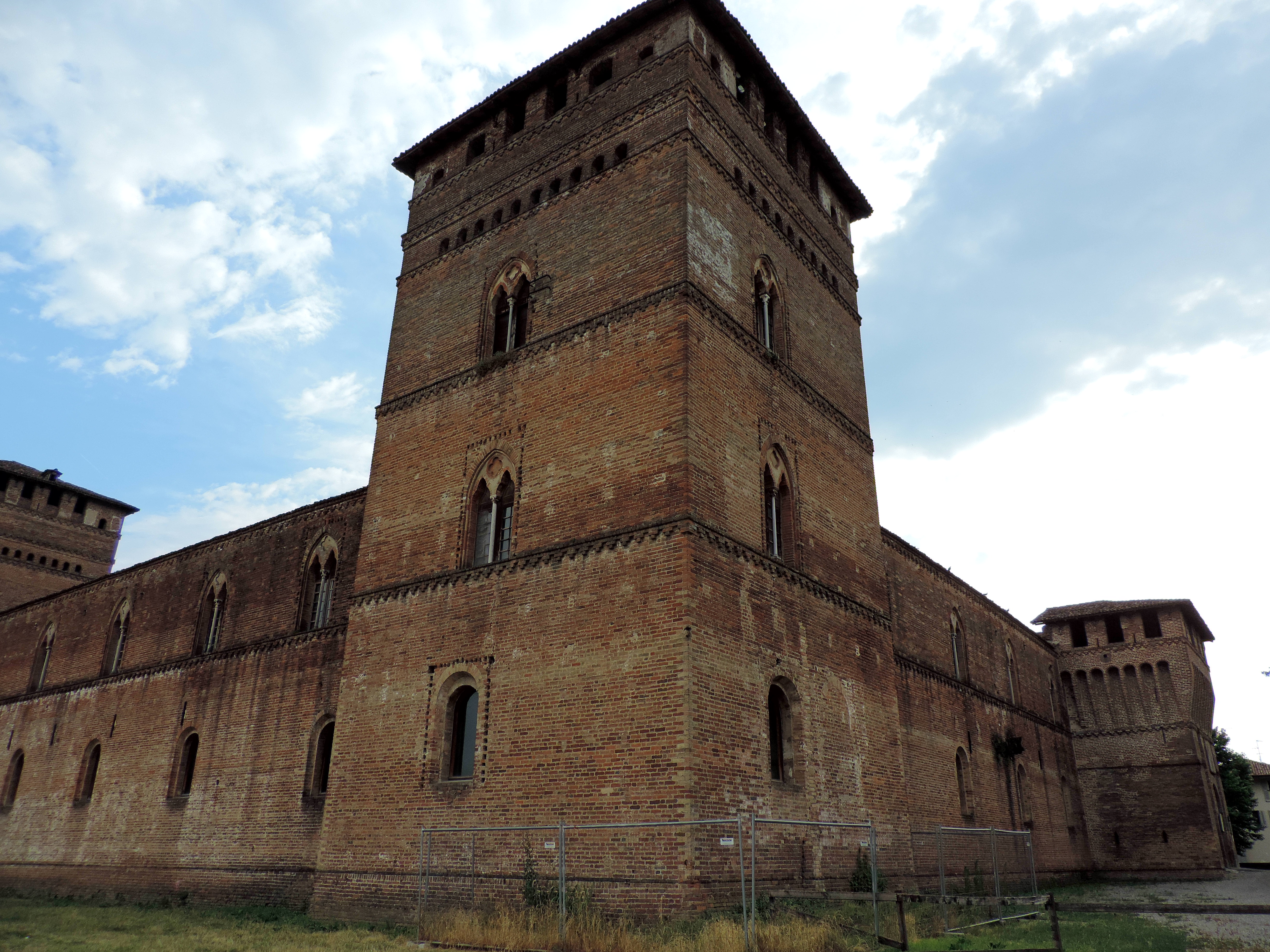

Pandino (Pandì in dialetto cremasco) è un comune italiano di 8 926 abitanti della provincia di Cremona in Lombardia.

## Origini del nome
Il toponimo deriva dal nome di persona Pandino, diminutivo di Bando / Pando di origine germanica.

## Storia

### Medioevo
A partire dall'età medievale, il centro abitato apparteneva al territorio della Gera d'Adda, possedimento milanese. Le località di Gradella e Nosadello, oggi frazioni, appartenevano invece al Contado di Lodi.
La prima notizia documentata su Pandino risale al 1144, quando la chiesa parrocchiale risultava dipendere da quella di S. Sigismondo di Rivolta d'Adda, dato che indica che il paese all'epoca era probabilmente formato da pochissime case. Il piccolo villaggio sorge in un territorio caratterizzato dalla preminenza di boschi, inframmezzati da pascoli e qualche vigna.
La storia del comune cambia radicalmente quando il signore di Milano, Bernabò Visconti, vi fa costruire uno dei suoi castelli di caccia, intorno alla metà del ‘300. Da quel momento in poi possiamo immaginare che la presenza dei signori milanesi abbia fatto da attrattiva per molte persone che cercavano un luogo sicuro dove stabilirsi, sperando magari di trovare un lavoro presso il castello: la conseguenza fu che Pandino comincia pian piano ad ingrandirsi.
I vari feudatari con il passare del tempo aggiungono altre costruzioni: nel corso del XV secolo gli Sforza ordinano ai pandinesi di costruire la cerchia muraria per proteggere il villaggio dai Veneziani, che ormai erano a pochi chilometri da Pandino. Nel medesimo secolo di fronte al castello viene innalzata la chiesa di Santa Marta, la cui funzione iniziale è quella di chiesa collegata al castello, in quanto Bernabò Visconti non aveva voluto una cappella nel suo maniero di caccia. Ai primi decenni del XV secolo risale anche l'apparizione della Madonna del riposo che porta alla realizzazione del santuario a lei dedicato.
I pandinesi non portano a conclusione la costruzione delle mura, che in alcuni punti vengono chiuse con dei terrapieni; i Veneziani ne approfittano, conquistano il borgo per due volte (anche perché era protetto da pochi soldati), perdendolo però dopo la battaglia di Agnadello del 1509; questo fatto non impedisce qualche anno dopo ai Veneziani, uscendo da Crema che era in mano loro, di saccheggiare Pandino.
I francesi non sono stati gli unici stranieri a passare da qui: dopo la fine degli Sforza nel 1535 il ducato di Milano passa agli spagnoli e agli inizi del ‘700 agli austriaci, e truppe di tali nazioni sono transitate anche in questo territorio; non abbiamo notizie di danni causati alla fine del XVIII secolo dalle truppe napoleoniche.

### Età moderna
Nel 1786, anche Pandino fu aggregata alla provincia di Lodi, tornando però dopo soli cinque anni a quella di Milano.
All'ultimo decennio del Settecento risale la ricostruzione della parrocchiale in forme neoclassiche, in sostituzione della chiesa medievale ormai rovinata dal tempo.
In età napoleonica (1809-1816) al comune di Pandino furono aggregate Gradella e Nosadello, originariamente nella provincia di Lodi-Crema, poi soppressa, quindi in quella di Cremona. I comuni ridivennero autonomi con la costituzione del Regno Lombardo-Veneto e furono aggregati definitivamente nel 1869.
Tra il 1880 ed il 1920 la località disponeva di una stazione posta lungo la tranvia Lodi-Treviglio-Bergamo.
Nel 1928, dopo un pubblico concorso, viene inaugurato il monumento ai caduti davanti al castello, in occasione del decennale della vittoria italiana nella prima guerra mondiale; ancora oggi è possibile leggere sulle lapidi i nomi dei caduti pandinesi di tutte le guerre del XX secolo.
A partire dagli anni cinquanta il castello diventa sede del comune di Pandino.

### Simboli
Lo stemma è stato riconosciuto con decreto del capo del governo del 19 dicembre 1928.
Il gonfalone, concesso con D.P.R. del 19 marzo 1959, è un drappo partito di bianco e di giallo, riccamente ornato di ricami d'argento e caricato dello stemma comunale con l'iscrizione centrata (cioè convessa verso l'alto) in argento: Comune di Pandino.

## Monumenti e luoghi d'interesse

### Architetture religiose
Tra di esse abbiamo:
- Oratorio di Santa Marta (XV-XVI secolo): posta in prossimità del castello, al suo interno contiene numerosi affreschi rinascimentali.
- Chiesa parrocchiale di Santa Margherita (XVIII secolo): chiesa parrocchiale di Pandino e importante esempio di architettura neoclassica in Italia.
- Santuario di Santa Maria dell'Apparizione, detta anche del Tommasone o del Riposo (1995-1997)

### Architetture militari

#### Castello di Pandino

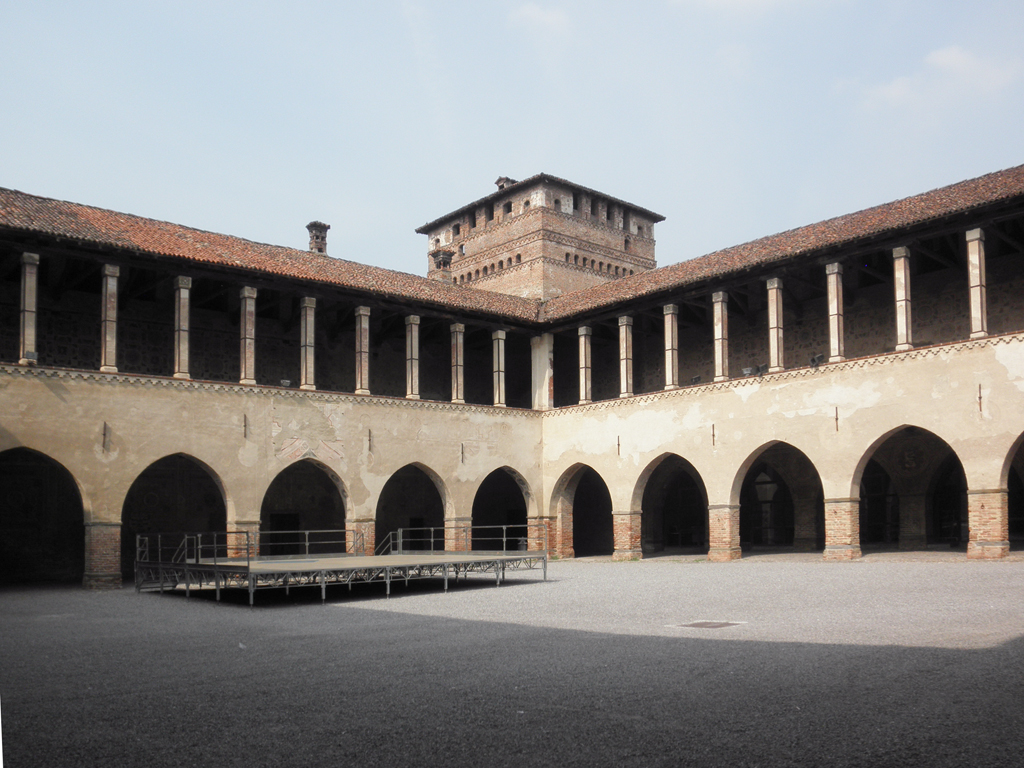
Cortile interno e torrione angolare

Il castello visconteo ha un torrione angolare e un cortile interno porticato nel corso del tempo è passato dall'essere una fortezza con fossato ad essere una semplice dimora patrizia mantenendo però gran parte dell'aspetto originario. La sua conquista è successiva alla decadenza della Repubblica di Venezia seguente l'arresto dell'avanzata verso Milano.

## Società

### Evoluzione demografica
- 2050 nel 1751
- 1763 nel 1805
- 2217 nel 1809 dopo annessione di Nosadello e Gradella
- 1809 nel 1853
- 2054 nel 1861
- 2981 nel 1871 dopo annessione di Nosadello e Gradella nel 1868

Abitanti censiti

### Etnie e minoranze straniere
Al 31 dicembre 2020 i cittadini stranieri sono 1 041. Le comunità nazionali numericamente significative sono:
1. Romania, 361
2. Egitto, 153
3. Albania, 74
4. Marocco, 60
5. Ecuador, 56
6. India, 48
7. Cina, 48
8. Ucraina, 47
9. Perù, 24

## Cultura

### Eventi
La Fiera di primavera viene svolta dal 1887, era originariamente caratterizzata da un'offerta agricola con bestiame e macchinari per l'agricoltura, contornate da bancarelle tradizionali. Con il mutare della economia del territorio però la fiera si è trasformata in una fiera commerciale, dove molte sono le aziende che espongono i più svariati prodotti realizzati.

## Geografia antropica
Il territorio comunale comprende, oltre al capoluogo, le frazioni di Gradella e Nosadello.

## Infrastrutture e trasporti

### Strade
Il territorio è attraversato dalle seguenti strade:
- ex strada statale 415 Paullese
- ex strada statale 472 Bergamina
- Strada Provinciale 35 Pandino-Casaletto Vaprio
- Strada Provinciale 90 di Cassano
- Strada Provinciale 91 Pandino-Bisnate

## Amministrazione
Elenco dei sindaci dal 1985 ad oggi.
| Periodo | Periodo   | Primo cittadino       | Partito                         | Carica  | Note |
| ------- | --------- | --------------------- | ------------------------------- | ------- | ---- |
| 1985    | 1990      | Giuseppe Moretti      | indipendente                    | sindaco |      |
| 1990    | 1995      | Giuseppe Moretti      | Democrazia Cristiana            | sindaco |      |
| 1995    | 2000      | Antonio Picinelli     | lista civica di centro-sinistra | sindaco |      |
| 2000    | 2005      | Antonio Picinelli     | lista civica di centro-sinistra | sindaco |      |
| 2005    | 2010      | Donato Dolini         | lista civica di centro-sinistra | sindaco |      |
| 2010    | 2014      | Donato Dolini         | lista civica di centro-sinistra | sindaco |      |
| 2014    | 2019      | Maria Luise Polig     | lista civica di centro-sinistra | sindaco |      |
| 2019    | 2024      | Piergiacomo Bonaventi | centro-destra                   | sindaco |      |
| 2024    | in carica | Piergiacomo Bonaventi | centro-destra                   | sindaco |      |

### Gemellaggi
Pandino è gemellata con:
- Saint-Denis-en-Val, dal 2001
- Castel del Monte, dal 2009

È inoltre legata da un rapporto di amicizia col comune di Sorano (GR) dal 2005.

## Sport
Ha sede nel comune la società di calcio G.S.D. Luisiana, che milita nel campionato di Eccellenza.